# Shahi-moskee
De Shahi-moskee is een historische 17e-eeuwse moskee in de stad Chiniot, in de regio Punjab, in het oosten van Pakistan.
Ze werd gebouwd onder toezicht van Mughal-grootvizier Saadullah Khan.